# Drepanoppia
Drepanoppia är ett släkte av kvalster. Drepanoppia ingår i familjen Oppiidae.
Kladogram enligt Catalogue of Life:
| Drepanoppia | \| \| Drepanoppia falxa \| \| \| \| \| \| Drepanoppia koki \| \| \| \| |
|             | \| \| Drepanoppia falxa \| \| \| \| \| \| Drepanoppia koki \| \| \| \| |
|             | Drepanoppia falxa                                                      |
|             |                                                                        |
|             | Drepanoppia koki                                                       |
|             |                                                                        |